# أليوت روبرتس
أليوت روبرتس (بالإنجليزية: Elliot Roberts)‏ هو مدير مواهب أمريكي، ولد في 25 فبراير 1943.